# مورپارک (کالیفرنیا)
مورپارک (به انگلیسی: Moorpark) شهری در شهرستان ونتورا ایالت کالیفرنیا است که در سرشماری سال ۲۰۱۰ میلادی، ۳۴۴۲۱ نفر جمعیت داشته است.